# Mistrzostwa Polski w Kajakarstwie 2006
68. Mistrzostwa Polski seniorów w kajakarstwie – odbyły się w dniach 25 - 27 sierpnia 2006 roku w Poznaniu. Mistrzostwa rozegrano na torze regatowym Malta.

## Medaliści

### Mężczyźni

#### Kanadyjki
| Konkurencja | Złoto                                                                              | Czas    | Srebro                                                                                    | Czas    | Brąz                                                                            | Czas    |
| C-1 200 m   | Paweł Baraszkiewicz (Posnania)                                                     | 41,13   | Michał Gajownik (Posnania)                                                                | 41,54   | Adam Ginter (Spójnia Warszawa)                                                  | 42,30   |
| C-1 500 m   | Paweł Baraszkiewicz (Posnania)                                                     | 1:50,03 | Marcin Grzybowski (Feniks Lublin)                                                         | 1:51,43 | Michał Gajownik (Posnania)                                                      | 1:53,16 |
| C-1 1000 m  | Paweł Baraszkiewicz (Posnania)                                                     | 4:01,00 | Adam Ginter (Spójnia Warszawa)                                                            | 4:04,31 | Mariusz Kruk (Posnania)                                                         | 4:04,42 |
| C-2 200 m   | Łukasz Woszczyński Roman Rynkiewicz (AZS AWF Gorzów Wlkp.)                         | 40,46   | Arkadiusz Toński Marcin Krzysztofik (OKS Olsztyn)                                         | 41,75   | Łukasz Gros Tomasz Wandzik (AZS AWF Gorzów Wlkp.)                               | 41,78   |
| C-2 500 m   | Łukasz Woszczyński Roman Rynkiewicz (AZS AWF Gorzów Wlkp.)                         | 1:48,14 | Kamil Mendalka Sebastian Osiurak (Posnania)                                               | 1:49,09 | Tomasz Kaczor Damian Korcz (Warta Poznań)                                       | 1:49,68 |
| C-2 1000 m  | Łukasz Woszczyński Roman Rynkiewicz (AZS AWF Gorzów Wlkp.)                         | 3:47,03 | Michał Gajownik Przemysław Kaczmarek (Posnania)                                           | 3:49,30 | Dawid Markowski Łukasz Gros (AZS AWF Gorzów WLKP.)                              | 3:49,73 |
| C-4 200 m   | Posnania Paweł Baraszkiewicz Daniel Jędraszko Michał Gajownik Przemysław Kaczmarek | 36,08   | AZS AWF Gorzów Wlkp. Łukasz Woszczyński Roman Rynkiewicz Łukasz Gros Tomasz Wandzik       | 36,92   | OKS Olsztyn Arkadiusz Toński Marcin Krzysztofik Adrian Sieczkowski Adrian Kozoń | 38,31   |
| C-4 500 m   | Posnania Paweł Baraszkiewicz Daniel Jędraszko Michał Gajownik Przemysław Kaczmarek | 1:37,57 | AZS AWF Gorzów Wlkp. Łukasz Woszczyński Roman Rynkiewicz Łukasz Gros Tomasz Wandzik       | 1:41,62 | OKS Olsztyn Arkadiusz Toński Marcin Krzysztofik Adrian Sieczkowski Adrian Kozoń | 1:42,70 |
| C-4 1000 m  | Posnania Paweł Baraszkiewicz Michał Gajownik Przemysław Kaczmarek Paweł Dochniak   | 3:29,97 | AZS AWF Gorzów Wlkp. Łukasz Woszczyński Roman Rynkiewicz Dariusz Cichocki Dawid Markowski | 3:33:33 | Posnania II Krzysztof Rożek Kamil Mendalka Sebastian Osiurak Mariusz Kruk       | 3:35,61 |

#### Kajaki
| Konkurencja | Złoto                                                                          | Czas    | Srebro                                                                                  | Czas    | Brąz                                                                              | Czas    |
| K-1 200 m   | Marek Twardowski (Sparta Augustów)                                             | 36,81   | Tomasz Mendelski (OKS Olsztyn)                                                          | 37,37   | Rafał Jackowiak (Błyskawica Rokietnica)                                           | 38,03   |
| K-1 500 m   | Marek Twardowski (Sparta Augustów)                                             | 1:42,58 | Przemysław Gawrych (Posnania)                                                           | 1:43,30 | Tomasz Nowak (MKKS Gorzów Wlkp.)                                                  | 1:44,41 |
| K-1 1000 m  | Mariusz Kujawski (Zawisza Bydgoszcz)                                           | 3:39,88 | Krzysztof Łuczak (Posnania)                                                             | 3:40,98 | Tomasz Nowak (MKKS Gorzów Wlkp.)                                                  | 3:41,23 |
| K-2 200 m   | Marek Twardowski Adam Wysocki (Sparta Augustów)                                | 34,91   | Tomasz Górski Tomasz Mendelski (OKS Olsztyn)                                            | 35,30   | Rafał Ćwikliński Tomasz Szwed (Zawisza Bydgoszcz)                                 | 35,39   |
| K-2 500 m   | Marek Twardowski Adam Wysocki (Sparta Augustów)                                | 1:33,62 | Adam Seroczyński Przemysław Gawrych (Posnania)                                          | 1:34,17 | Sylwester Pawlak Tomasz Żądło (Zawisza Bydgoszcz)                                 | 1:34,73 |
| K-2 1000 m  | Marek Twardowski Adam Wysocki (Sparta Augustów)                                | 3:18,67 | Przemysław Gawrych Adam Seroczyński (Posnania)                                          | 3:20,56 | Łukasz Imianowski Marcin Nickowski (AZS AWF Gorzów Wlkp.)                         | 3:30,63 |
| K-4 200 m   | Zawisza Bydgoszcz Mariusz Kujawski Sylwester Pawlak Paweł Baumann Tomasz Żądło | 31,98   | Zawisza Bydgoszcz II Rafał Ćwikliński Mariusz Słowiński Mariusz Bondarenko Tomasz Szwed | 32,29   | Posnania Robert Krawiec Przemysław Gawrych Dawid Wardowicz Wojciech Gawronek      | 32,73   |
| K-4 500 m   | Zawisza Bydgoszcz Tomasz Żądło Paweł Baumann Mariusz Kujawski Sylwester Pawlak | 1:23,32 | Posnania Adam Seroczyński Dawid Wardowicz Tomasz Olszewski Wojciech Igielski            | 1:25,23 | OKS Olsztyn Tomasz Mendelski Tomasz Górski Przemysław Olszyński Rafał Lewandowski | 1:26,17 |
| K-4 1000 m  | Posnania Adam Seroczyński Krzysztof Łuczak Tomasz Olszewski Przemysław Gawrych | 2:59,80 | Zawisza Bydgoszcz Mariusz Kujawski Sylwester Pawlak Paweł Baumnann Tomasz Żądło         | 3:01,13 | Posnania II Robert Krawiec Wojciech Igielski Łukasz Przybył Ernest Łatkowski      | 3:03,31 |

### Kobiety

#### Kajaki
| Konkurencja | Złoto                                                                            | Czas    | Srebro                                                                                     | Czas    | Brąz                                                                                             | Czas    |
| K-1 200 m   | Monika Borowicz (Posnania)                                                       | 42,31   | Dorota Kuczkowska (Spójnia Warszawa)                                                       | 42,50   | Marta Walczykiewicz (Posnania)                                                                   | 42,82   |
| K-1 500 m   | Beata Mikołajczyk (Kopernik Bydgoszcz)                                           | 1:53,22 | Dorota Kuczkowska (Spójnia Warszawa)                                                       | 1:54,74 | Ewelina Wojnarowska (Warta Poznań)                                                               | 1:58,07 |
| K-1 1000 m  | Małgorzata Chojnacka (Posnania)                                                  | 4:03,27 | Ewelina Wojnarowska (Warta Poznań)                                                         | 4:05,30 | Anna Górzyńska (Kormoran Bydgoszcz)                                                              | 4:06,72 |
| K-2 200 m   | Monika Borowicz Iwona Pyżalska (Posnania)                                        | 39,91   | Dorota Kuczkowska Patrycja Horodyńska (Spójnia Warszawa)                                   | 41,41   | Małgorzata Chojnacka Agnieszka Pawlicka (Posnania)                                               | 42,82   |
| K-2 500 m   | Beata Mikołajczyk Sandra Pawełczak (Kopernik Bydgoszcz)                          | 1:43,23 | Monika Borowicz Iwona Pyżalska (Posnania)                                                  | 1:44,36 | Małgorzata Chojnacka Marta Walczykiewicz (Posnania)                                              | 1:45,89 |
| K-2 1000 m  | Beata Mikołajczyk Sandra Pawełczak (Kopernik Bydgoszcz)                          | 3:46,32 | Edyta Dzieniszewska Renata Klekotko (Sparta Augustów)                                      | 3:50,41 | Monika Borowicz Aneta Szulc (Posnania)                                                           | 3:51,18 |
| K-4 200 m   | Posnania Monika Borowicz Iwona Pyżalska Małgorzata Chojnacka Alicja Suchecka     | 38,01   | Posnania II Marta Walczykiewicz Aneta Szulc Zyta Zydorczak Agnieszka Pawlicka              | 38,62   | Spójnia Warszawa Dorota Kuczkowska Małgorzata Latoszek Aleksandra Gospodarczyk Apolonia Siwińska | 39,44   |
| K-4 500 m   | Posnania Monika Borowicz Małgorzata Chojnacka Iwona Pyżalska Marta Walczykiewicz | 1:37,15 | Kormoran Bydgoszcz Beata Mikołajczyk Sandra Pawełczak Magdalena Krukowska Karolina Wysocka | 1:39,22 | MKKS Gorzów Wlkp. Izabela Pitula Aleksandra Studzińska Joanna Pietrzakowska Joanna Solarek       | 1:40,55 |
| K-4 1000 m  | Posnania Monika Borowicz Małgorzata Chojnacka Iwona Pyżalska Zyta Zydorczak      | 3:25,55 | Kopernik Bydgoszcz Beata Mikołajczyk Sandra Pawełczak Magdalena Krukowska Karolina Wysocka | 3:28,17 | Spójnia Warszawa Dorota Kuczkowska Patrycja Horodyńska Małgorzata Latoszek Apolonia Siwińska     | 3:29,59 |